# 夸尼厄
夸尼厄（法語：Coigneux，法語發音：[kwaɲø]）是法国上法蘭西大區索姆省的一个市镇，属于亚眠区。

## 地理
夸尼厄（50°7'47"N, 2°33'6"E）面积2.88 平方千米，位于法国上法蘭西大區索姆省，该省份为法国北部沿海省份，北起加来海峡省和北部省，西接滨海塞纳省和大西洋英吉利海峡，南至瓦兹省，东临埃纳省。
与夸尼厄接壤的市镇（或旧市镇、城区）包括：库安、萨伊欧布瓦、苏阿斯特、巴扬库尔、贝特朗库尔、比莱萨图瓦。

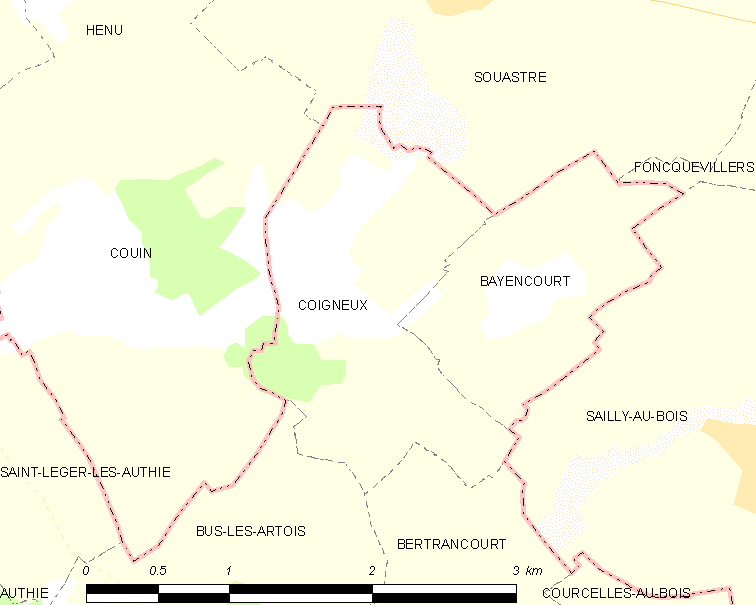
夸尼厄的OSM定位图

夸尼厄的时区为UTC+01:00、UTC+02:00（夏令时）。

## 行政
夸尼厄的邮政编码为80560，INSEE市镇编码为80201。

## 政治
夸尼厄所属的省级选区为阿尔贝县。

## 人口

1962-2008年间夸尼厄人口变化图示

夸尼厄于2022年1月1日时的人口数量为49人。